# Astrid Muñoz
Astrid Muñoz (1974) es una modelo y fotógrafa puertorriqueña.

## Primeros años
Muñoz fue la primera de tres hermanos. Su padre, Teodoro era ingeniero nuclear y su madre, Astrid, una secretaria ejecutiva retirada.  Ambos fueron padres estrictos y Muñoz recibió su educación primaria y secundaria en San Juan.  Le gustaba ir a la plaza y leer revistas de moda cuando era niña. En 1988, a los 14 años, se le ofreció la oportunidad de modelar en España, pero su madre no estuvo de acuerdo.

## Modelaje
En 1993, Muñoz estaba visitando a una amiga en Miami cuando un cazatalentos le sugirió que probase a lanzar una carrera en la moda en Francia.  Muñoz aceptó la idea sin preguntarle a sus padres. En París, se convirtió en una de las primeras lationamericanas en tener éxito como modelo.
Después de trabajar en Europa oor varios años, Muñoz se fue a Nueva York, donde apareció en la portada de revistas como Vogue, Marie Claire, L'Officiel, Elle, y Harper's Bazaar, y apareció en campañas y comerciales para Balenciaga, Chanel, Dolce & Gabbana, Gap, L'Oréal, Mango, Nokia, Saks Fifth Avenue, Valentino, y las fragancias de Yves Saint Laurent, "Rive Gauche" y "In Love Again".  Más recientemente, figuró en la campaña de la nueva línea de Roberto Cavalli, H&M.  Su trabajo en la pasarela incluye Christian Dior, Chanel, Dolce & Gabbana, Dries van Noten, Emanuel Ungaro, Eric Bergere, Erreuno, Gianfranco Ferré, Jill Stuart, Jean Paul Gaultier, Missoni, Moschino, Nicole Miller, Oscar de la Renta, y Valentino.
Ha sido representada por las agencias Next, Marilyn, Riccardo Gay, y Strom, pero en la actualidad tiene un contrato con IMG Models.
En la edición de junio de 2006 de Hola de España, Muñoz figuró entre las mujeres más bellas del mundo. Ese mismo mes apareció en la GQ española junto a Joaquín Cortés.